# Борн-на-Дарсе
Борн-на-Дарсе (нем. Born a. Darß) — община в Германии, в земле Мекленбург-Передняя Померания.
Входит в состав района Северная Передняя Померания. Подчиняется управлению Дарс/Фишланд. Население составляет 1120 человек (на 31 декабря 2010 года). Занимает площадь 62,50 км².

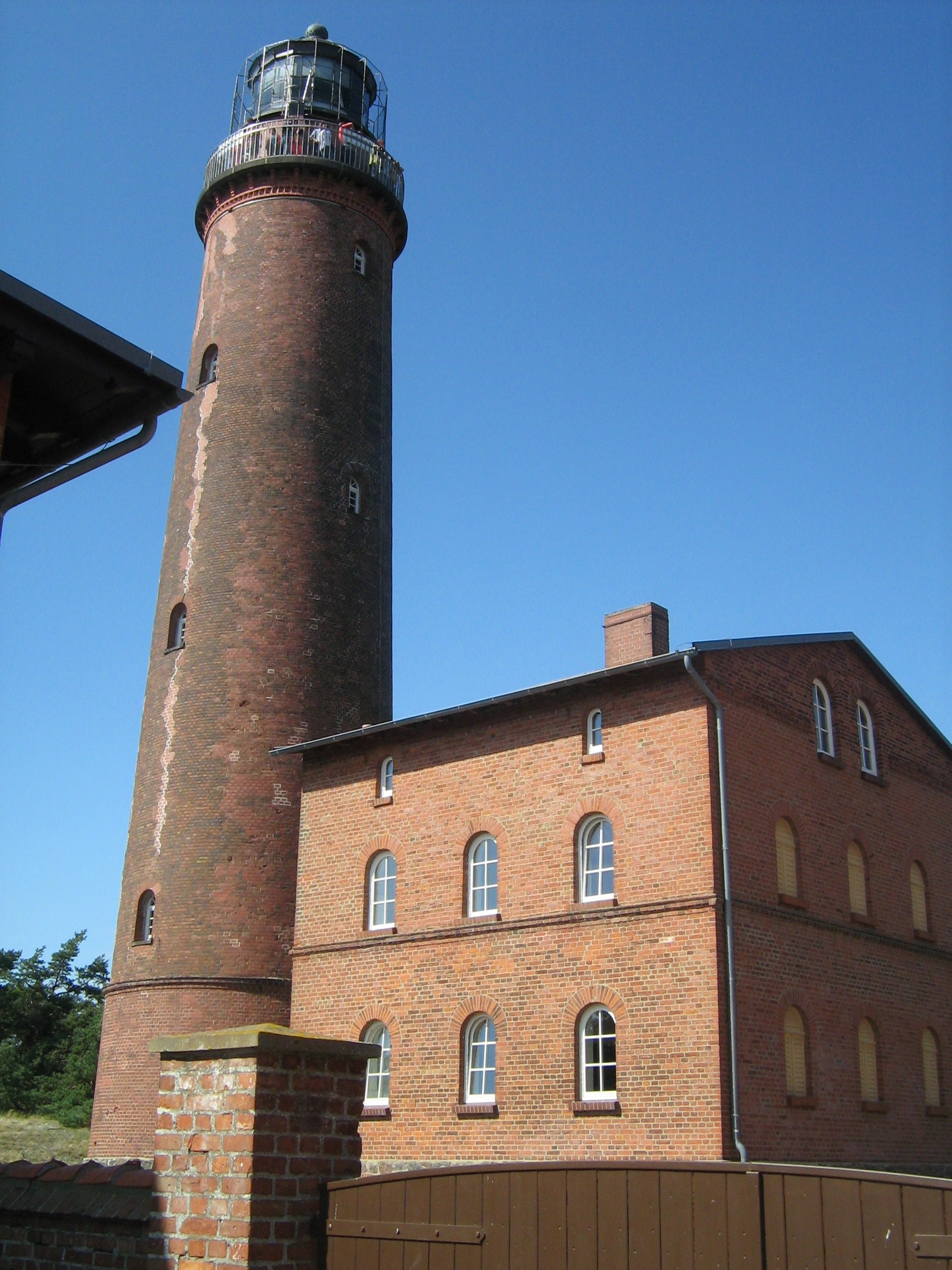
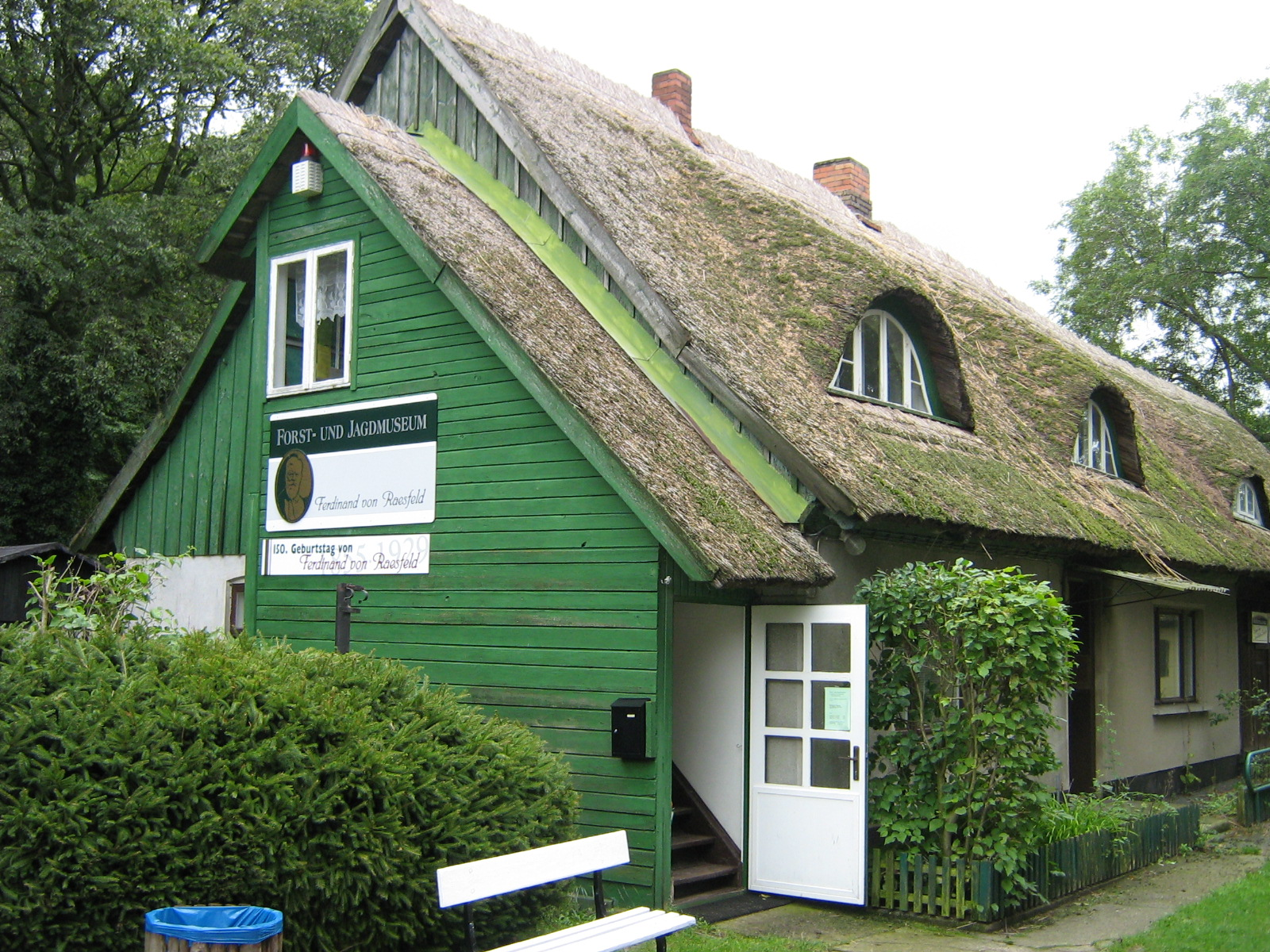
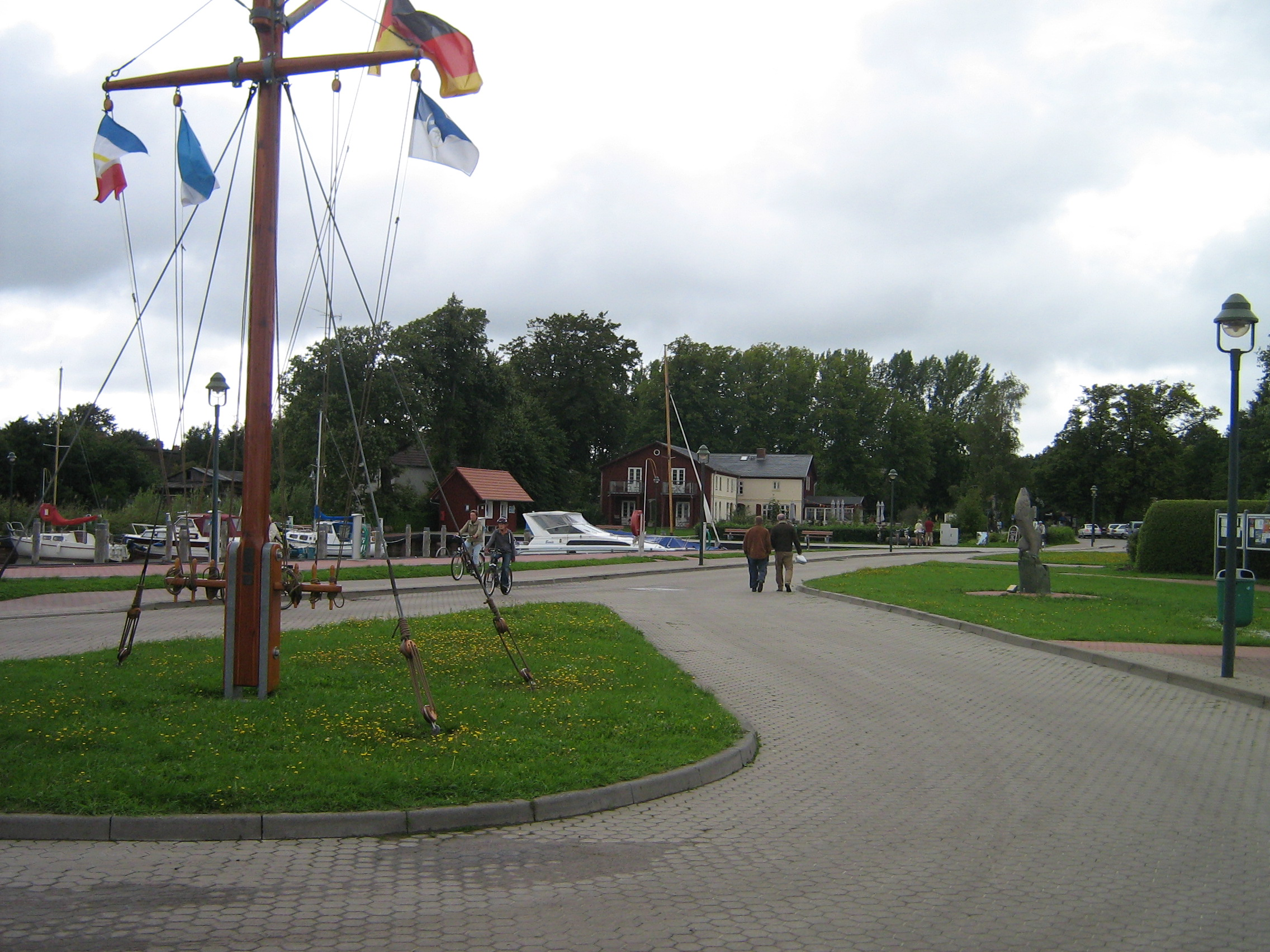
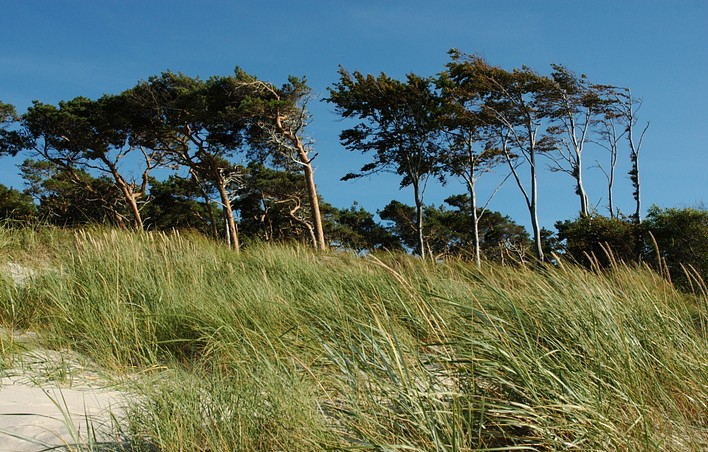